# 中美洲京觀

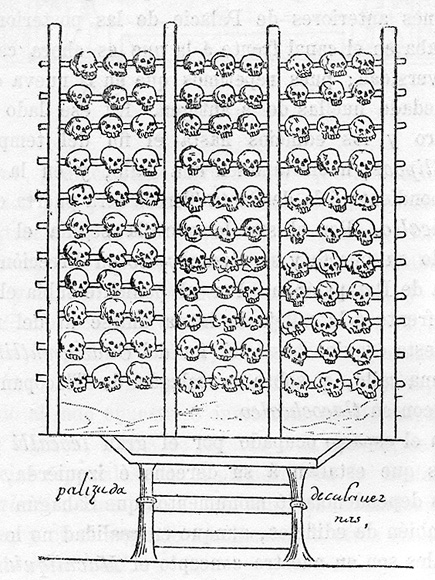
十六世紀阿茲特克人的手稿《杜蘭抄本》裡描繪的京觀。

前哥倫布時期的中美洲人也有修築京觀的習俗。中美洲的京觀又稱骷髏架（納瓦特爾語發音：[t͡somˈpant͡ɬi]），出現於數個中美洲文明中，其作用是公開展示人類顱骨，而這些顱骨通常都取自戰俘或其他祭祀的犧牲。常以木架或柵欄之類的架狀結構出現，其上可安置上面鑽了洞的人頭或骷髏頭。目前已有多座古典時期（约600–900 CE）至早期後古典期（约900–1250 CE）的京觀獲得記載。在2015年，考古學家宣稱在墨西哥市大神廟考古行動中，發現了上有超過650個骷髏頭的巍峨京觀。

## 詞源
在西方語言中用以指稱此類京觀的「tzompantli」一詞來自阿茲特克人的古典納瓦特爾語，但在西方語言中也常用於描述其他文明的類似結構。這個詞彙的確實詞源至今依舊不明，但一般認為這詞彙的意思是「骷髏架」、「骷髏牆」或「骷髏旗」之類的。而這詞彙最有可能是納瓦特爾語的（意即「頭顱」，這詞彙本身是意為「頭髮、頭皮」的或，以及意為「葫蘆」或「容器」的這兩個詞的複合詞）及（意即「旗幟」）的複合詞。這派生解釋了為何在一些抄本中這種京觀為何會與旗幟產生關聯；然而，納瓦特爾語專家法蘭西斯·卡圖恩認為這詞彙的意思單單就是「橫列」或者「牆壁」而已。

## 歷史分布

### 一般訊息
中美洲的京觀最常以直線排列、且中間以數排橫梁連接的的立柱的形式出現。京觀上展示的頭顱會插在立柱上，或被縫在立柱上。另一種更常見於馬雅文明的做法，是將頭顱穿刺在立柱的頂端。
一般對中美洲的京觀的了解，主要來自馬雅文明後古典時期晚期（13至16世紀）及征服時代之後（16世紀中期至17世紀）的馬雅抄本、當時征服者的敘述以及其他的文獻；然而近期已在瓦哈卡州的La Coyotera一帶挖掘出一座屬於前古典期薩波特克文明、時代大約是西元前2世紀至西元後3世紀、類似京觀的結構，而目前將此結構給視為是此類建築中最早的範例。薩波特克人將這座結構給稱作「yàgabetoo」，而其上可展示61顆頭顱。
據研究，諸如托爾特克文化和米斯特克文化等其他前哥倫布時期的中美洲文化也有築京觀的習俗。

### 托爾特克文化
在托爾特克帝國的首都圖拉，可見當地人對骷髏和骷髏頭著迷的最早實例。圖拉自九世紀起至十三世紀為止都處於繁榮，其中可見到被摧毀的京觀遺址。
圖拉的京觀上，有著多個刻有骷髏頭雕刻、用以裝飾京觀平台的橫列，而京觀平台的正上方，會擺有犧牲者真正的頭骨。京觀出現於圖拉一帶文明的最後階段，而圖拉大約於1200年代被摧毀。

### 馬雅文明
其他京觀的例子，可見於馬雅文明尤卡坦半島的烏斯馬爾和普克等的考古遺址中。這些京觀的年代大約在西元九世紀馬雅文明古典時期走向衰退之後。馬雅京觀一座特別精美且保存完好的代表性例子可見於擴大的奇琴伊察考古遺址。
從奇琴伊察蹴球場上出現京觀這點來看，可推測大規模人祭由托爾特克人引進馬雅文明。六幅奇琴伊察關於蹴球場浮雕展示了球員被砍頭的場景。就目前了解，輸球的一方的球員似乎會被砍頭，且其頭顱會在京觀上展示。

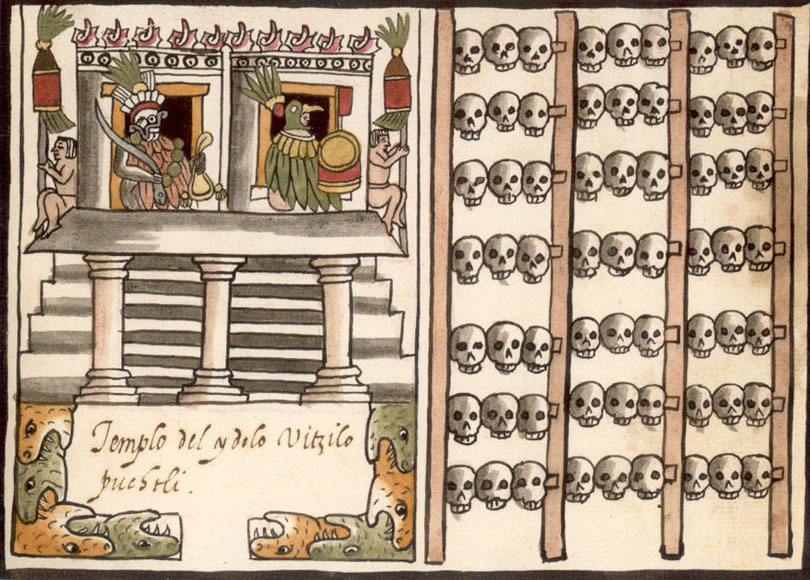
這幅取自胡安·德·托瓦爾於1587年所著的手稿《托瓦爾抄本》的圖的右方展示了阿茲特克人一座獻給維齊洛波奇特利的神廟當中的京觀。

### 阿茲特克時代
西方語言的一詞源自納瓦特爾語，阿茲特克人用這詞彙指稱許多阿茲特克城市中都可見到的京觀；而這些京觀中，第一個也是最重要的例子是位於阿茲特克帝國首都特諾奇提特蘭並見於早期西班牙征服者敘述的巍峨京觀（Hueyi Tzompantli，其意為「大京觀」）；除此之外，在整座特諾奇提特蘭中，還至少有五座京觀，但這些其他的京觀，其規模都小很多。
根據貝爾納爾·迪亞斯·德爾·卡斯蒂略的親眼見聞、在事後數十年後寫成的紀錄《征服新西班牙信史》的內容，在埃爾南·科爾特斯被迫從特諾奇提特蘭撤退的初次探險後，阿茲特克人建立了一座臨時的京觀，在其上他們展示了俘虜來的侵略者及其馬匹的頭。
對這座京觀的描述，也可見於《佛羅倫薩手抄本》第十二冊中；這次的挑釁也可見於阿茲特克人描述這則故事及之後導致西班牙人及其盟友攻下特諾奇提特蘭的戰役的抄本中。
在科爾特斯待在特諾奇提特蘭的探險（發生在最終導致征服的戰役之前、最初作為蒙特蘇馬二世客座人質的探險）中，他們報告了一座上有近期獻祭犧牲者頭顱的木造京觀。在大神廟建築群的神廟本體上，一個粉飾灰泥浮雕描述了這些獻祭；這座浮雕的殘餘依舊存在，且可在現今墨西哥城的憲法廣場中見到。

#### 京觀的準備工作
對阿茲特克帝國首都特諾奇提特蘭大神廟的考古挖掘顯示，在男人之外，京觀上許多的骷髏頭屬女人和小孩所有，而這顯示了阿茲特克活人獻祭的多樣性。許多學者相信，在這些被砍下的頭顱進行展示的同時，犧牲者的肢體被吃掉。迭戈·杜蘭神父的著作也確認了這點，他指出，這些頭顱在「肉被吃掉後」才送到神廟。杜蘭指出，京觀定時翻修，對此點他說：「在這些骷髏頭變老變質時，它們會變成碎片掉下；然而尖板條老化時會受到翻修；而在移除老化木桿的過程中，許多骷髏頭會破掉，其他的一些則會被移去，以騰出空間好插上未來被殺掉的人的頭顱。」
考古學家愛德華多·康崔拉斯（Eduardo Contreras）相信說，在頭顱被從側邊插上京觀的柱子前，其上的軟組織會先被去除。他是根據在1960至1965年間在墨西哥城特拉特洛爾科遺址三種文化廣場的考古發掘結果做出這假設的。

#### 巍峨京觀
巍峨京觀（Hueyi Tzompantli）在特諾奇提特蘭發現的中心京觀。這座京觀提醒人們說阿茲特克人的榮冠戰爭是持續進行的。阿茲特克戰爭的一個重要面向是捕捉敵人以作為祭祀的犧牲，而這點從阿茲特克建築周遭發現的被犧牲的戰士人數即可看出。一名名叫安德烈·德·塔皮亞的征服者，曾被指派進行清點京觀上骷髏頭數量的工作，而他估計說，京觀上大約有136,000顆骷髏頭；然而，根據台巴（Taipa）和迭戈·杜蘭神父給出的數字，貝爾納·奧爾蒂斯·德·蒙特利亞諾（Bernard Ortiz de Montellano）計算說特諾奇提特蘭的巍峨京觀上，至多只有60,000顆骷髏頭。
巍峨京觀由一個頂端長六十公尺多、寬三十公尺、帶有「三十個長階」的大型石造平台組成。在平台上豎有一樣可畏的木造尖板條和包含由六七十根大型直立木材和有著令人印象深刻的排列的橫梁交織而成的架子，在其上掛著上萬顆被砍下並穿刺於架上的人頭。對此，貝爾納爾·迪亞斯·德爾·卡斯蒂略作出如下描述道：
我記得他們在一座有數座神殿的廣場中，有非常多擺放死者頭顱的位子，而根據他們設置的演出，可以計算說，在這些頭顱出現時，騎上會有超過十萬顆頭顱；而我要再次強調十萬個這個數字。而在廣場的另一邊，有著多排多到無法計算數量的不帶肉的骨頭、死人骨頭；此外那些地方有許多樑柱，許多頭顱被掛在樑柱上各處。有三名祭司保管這些頭顱及骨頭，而根據我們的了解，這些祭司對這些骨頭負責。進入內地後，我們必須多留意：所有的村莊都是如此，在特拉斯卡拉亦然。
對於巍峨京觀建置在阿茲特克宇宙觀重要性中的解釋，學界已提出許多不同看法。愛德華多·馬托斯·莫科特祖馬認為，中心京觀位於大神廟北部。他指出大神廟南邊沒有對應的神殿。莫科特祖馬並指出，在墨西加人把宇宙以橫面和豎面分割宇宙觀中，豎面的北方部分對應至冥府（Mictlampa），也就是死人之地；另一方面，魯本·G·門多薩（Rubén G. Mendoza）認為巍峨京觀是根據位於大神廟和一座主要球場間的東西軸向建置的。而巍峨京觀會對整齊至一個在大神廟中一半獻給特拉洛克、另一半獻給維齊洛波奇特利的標記。門多薩聲稱，在太陽經過天空時，太陽會升到由巍峨京觀所代表的「天的拱頂」中。
現代考古證據發現說，在大型尖板條旁有兩座由骷髏頭和砂漿堆成的塔。

#### 歷史描述

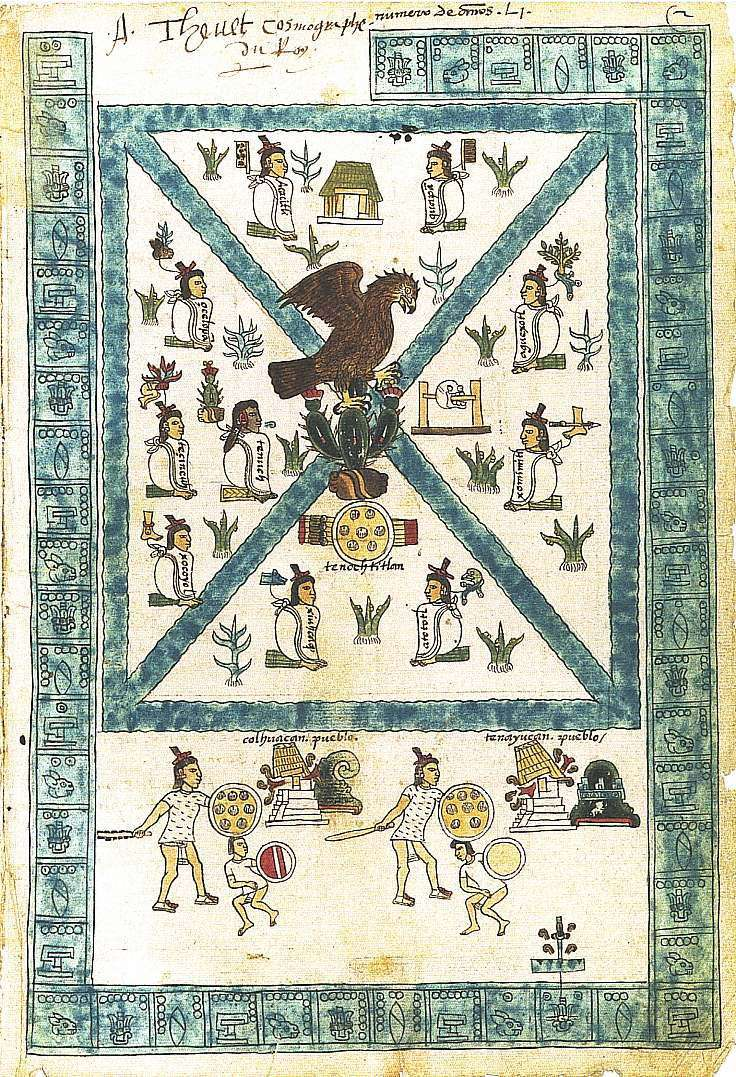
《門多薩手抄本》（Codex Mendoza）的卷頭插畫。

《杜蘭抄本》、《拉米雷斯抄本》及《波吉亞抄本》等許多在西班牙征服阿茲特克帝國時期或稍後一段時間所作的阿茲特克抄本中都有對京觀的描繪。《門多薩手抄本》包含了多個對京觀的描繪。像是《門多薩手抄本》的卷頭插畫就畫出了一個在仙人掌上棲息的老鷹旁、上有一顆骷髏的京觀。一個類似的京觀描繪在同一個抄本中被用以表示宗潘科（Tzompanco）這座城鎮。波吉亞抄本第45頁則畫出了一個上面有骷髏頭的平台。

#### 近期考古發掘
墨西哥國家文物總局的考古學家自2015年起，已參與一系列的發掘工作，並對京觀有新發現。這些考古發掘在墨西哥城都主教座堂附近展開，並發現了一座新的京觀。而這些發掘也發現說盡管男人佔了祭祀犧牲總數的75%，犧牲祭祀中也包含了女人跟小孩。

## 關連與意義
除了用作展示儀式性戰爭戰俘的頭顱外，京觀也常出現在蹴球場相關的情境中，這種聯繫在這區域的文明和考古遺址中都很常見。當時人們非常認真地玩這遊戲，輸掉的一方會被犧牲。贏家隊伍領袖會被賦予將輸家隊伍領袖的頭拿到京觀上展示的任務。在這些情境中，京觀被用以展示在這高度儀式化的遊戲中輸家的頭顱；然而，不是每場遊戲都以此作結，而據推測，在以此作結的遊戲中，參與者常常是知名的戰俘。另一個理論認為，贏家隊伍的領袖才是被砍頭的一方，但沒有多少證據證明此點。 不論如何，一般承認說，在中美洲文化中，被犧牲就代表被授予以身伺神的榮耀。在托爾特克帝國的首都圖拉的蹴球場上，有一個保存完好的對京觀的描繪。
這種京觀及蹴球場關聯也反映於基切人知名的宗教、歷史和文化紀錄《波波爾·烏》當中。其中提及當馬雅雙子英雄的父親胡恩·胡納赫普被冥界之王殺害後, 他的頭被掛在蹴球場旁的一棵葫蘆樹上。其中葫蘆樹很明確代表著京觀，而樹上像水果一般的頭顱，也是京觀常見的象徵，且這關連也顯示了對蹴球的一些隱喻解釋。

## 圖集

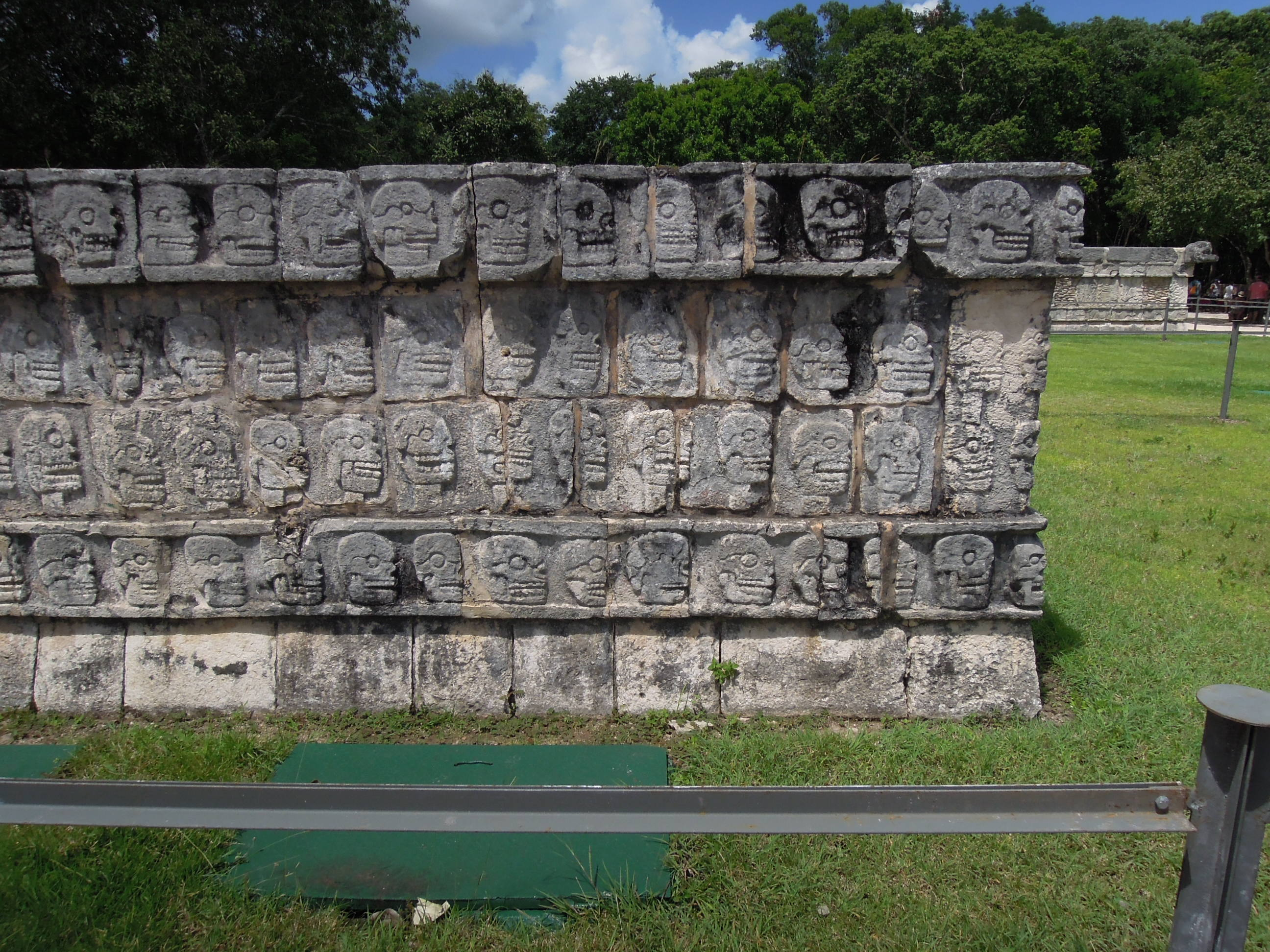
奇琴伊察京觀的細部
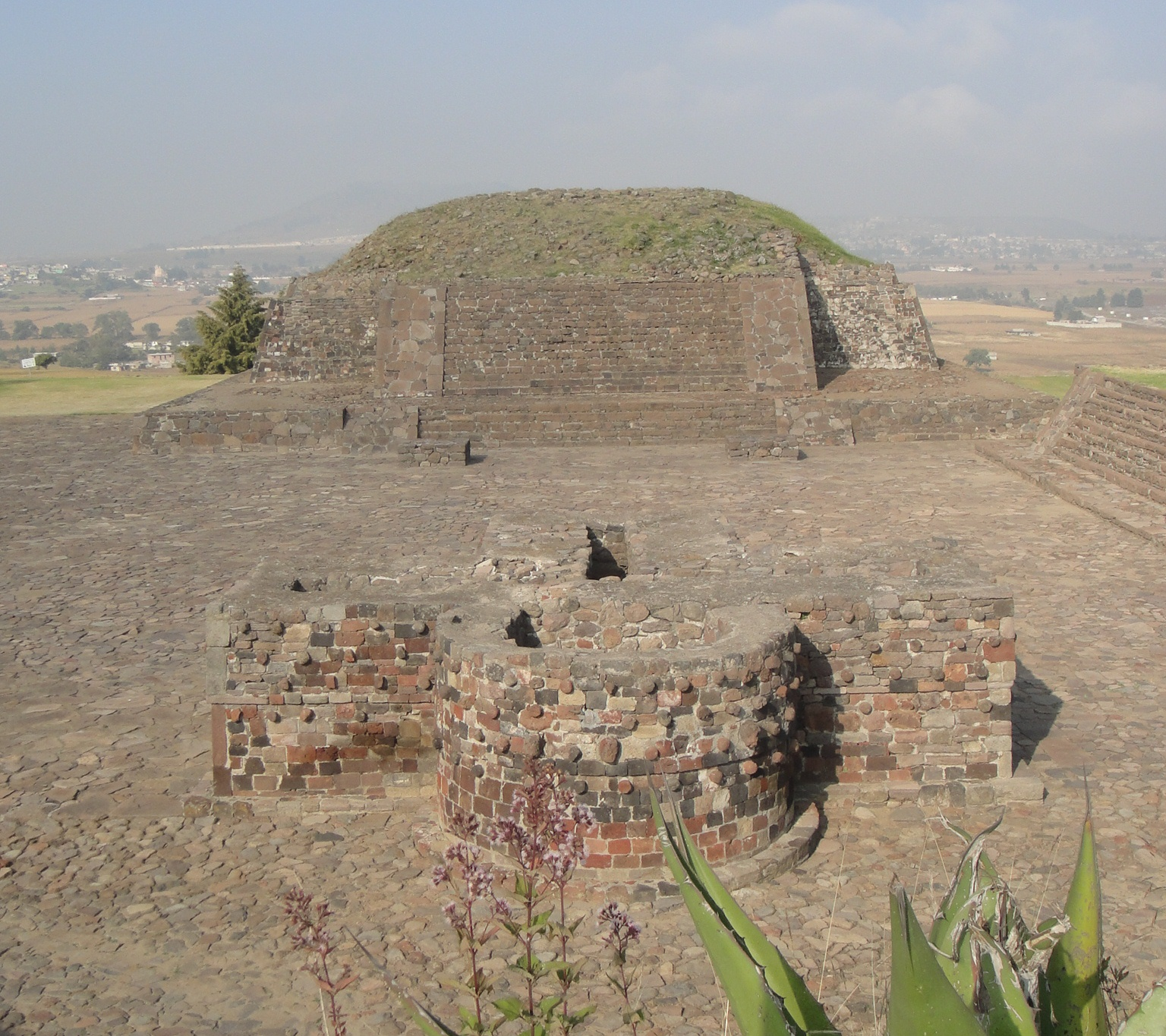
卡利斯特拉瓦卡（英语：Calixtlahuaca）第四號紀念建築上發現的京觀
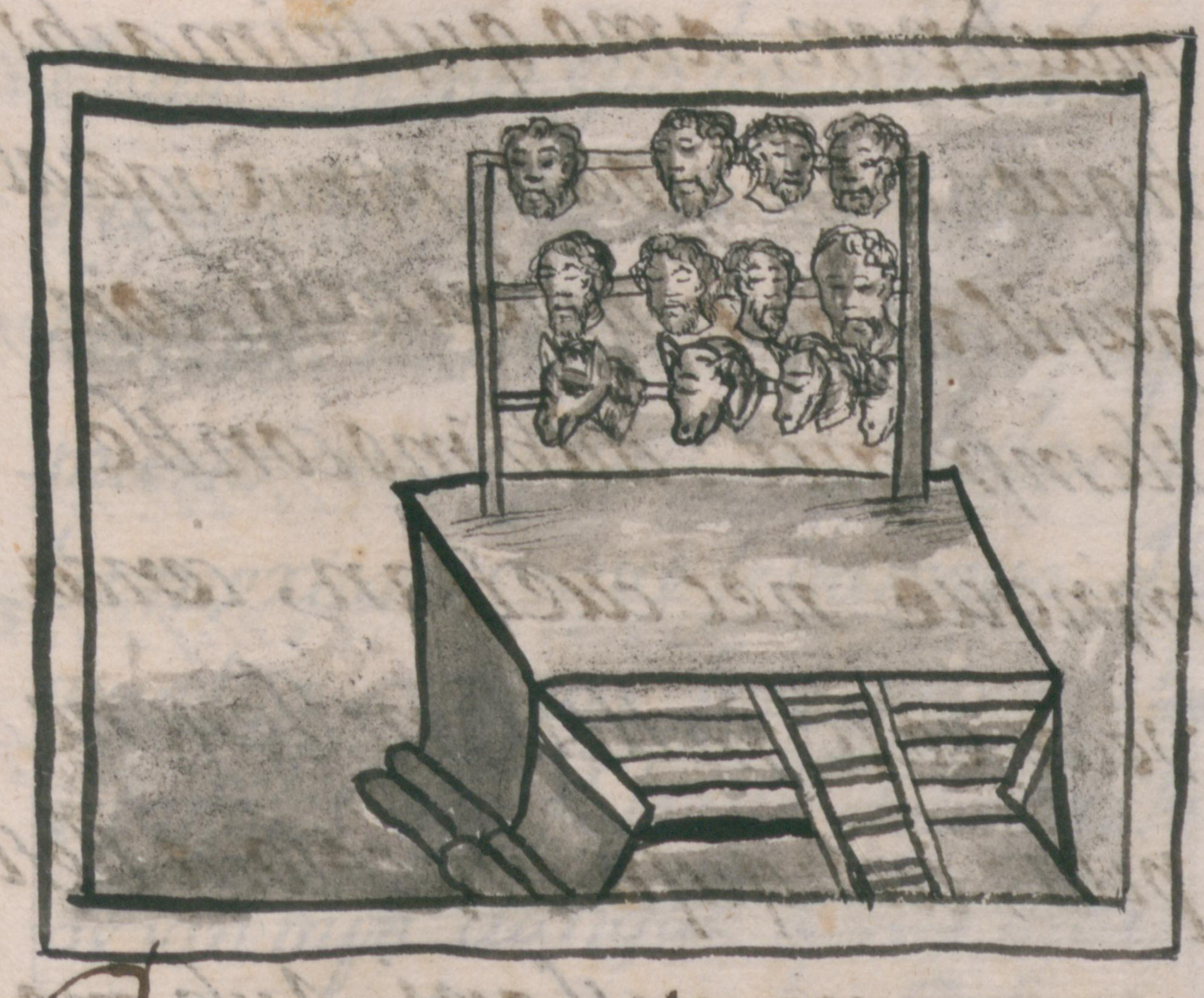
《佛羅倫薩手抄本》第十二冊中描繪的在維齊洛波奇特利神廟前展出被俘西班牙士兵及其馬匹頭顱的京觀。
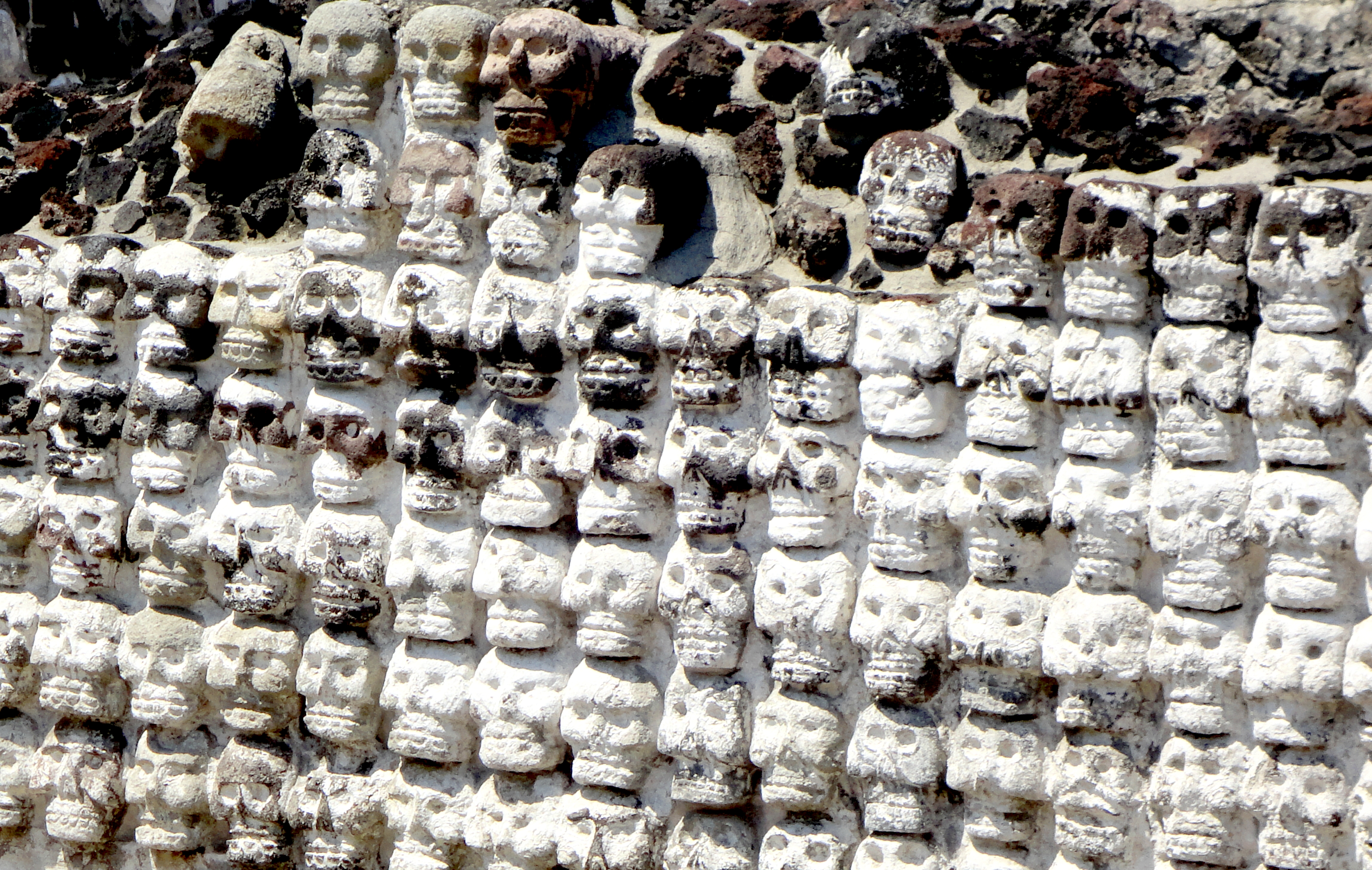
在現代墨西哥市大神廟遺址挖出的京觀。
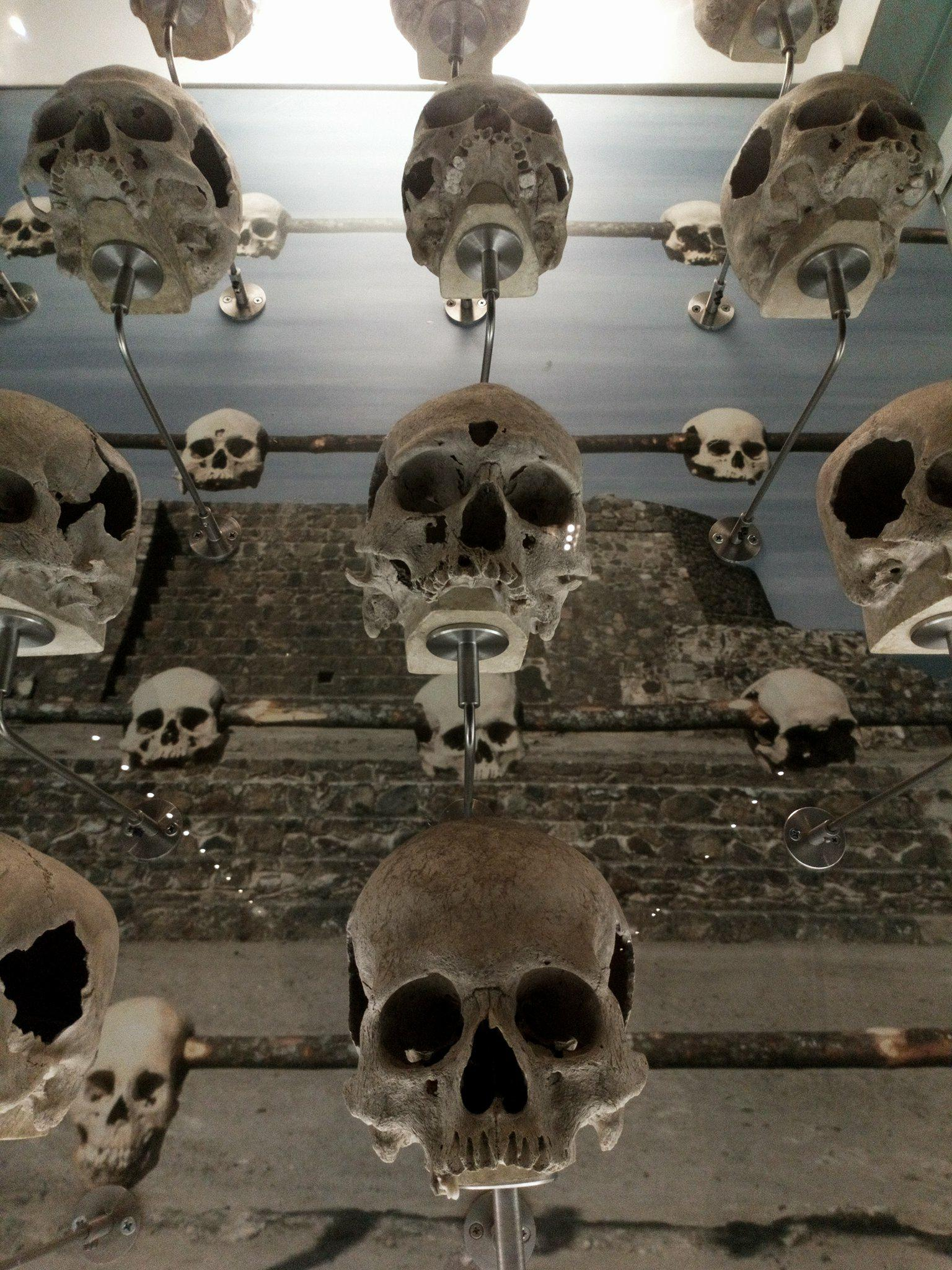
墨西哥市國家歷史博物館（英语：Museo Nacional de Historia）展出的京觀複製品。
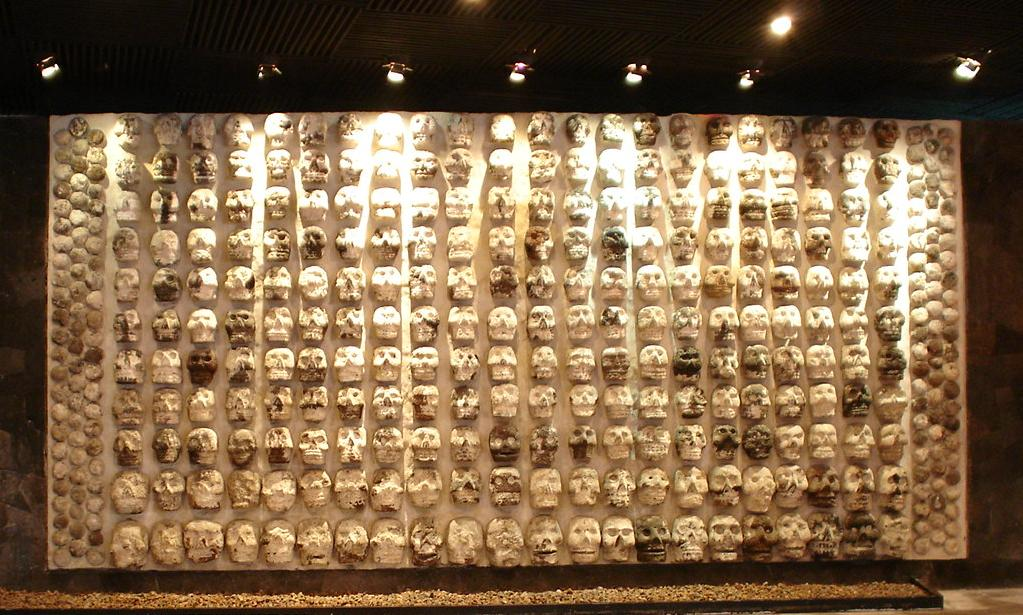
大神廟博物館展出的京觀。
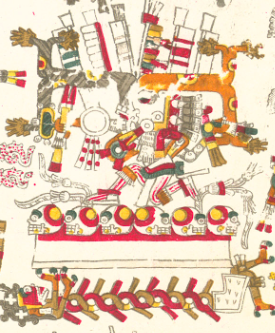
《波吉亞抄本》描繪的京觀。
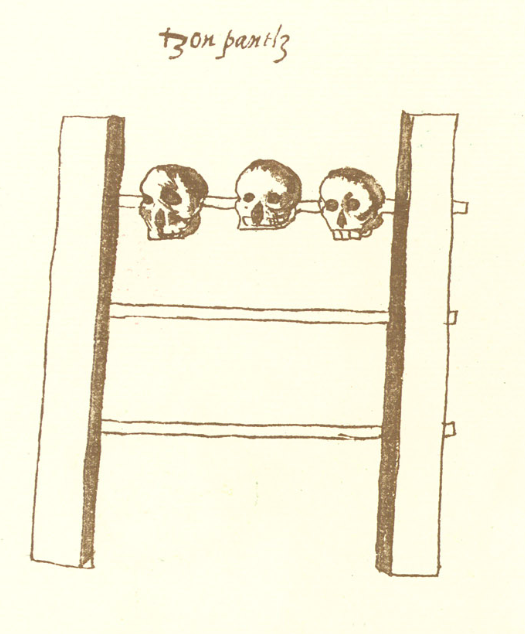
《里奥斯手抄本》的摹本《梵諦岡抄本》（Codex Vaticanus）中描繪的京觀。
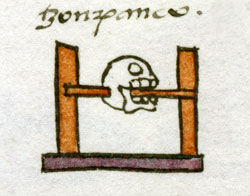
《門多薩手抄本》中以簡化的京觀表示的宗潘科鎮（Tzompanco）。

## 現代應用
中美洲的京觀成了多個二十世紀的藝術創作的主題，像例如荷西·查維茲·莫拉多在1961年就畫了一幅以京觀為題的畫。喬治·O·傑克遜（George O. Jackson）在他的《墨西哥精華》（Essence of Mexico）計畫中，拍攝了多個骷髏頭的代表，他並將之給稱為（此詞為西班牙語的「骷髏頭」之意）；而他把這些照片的照片集給稱為「京觀」。
中美洲的京觀也是Mextonia嘉年華中壁畫的主題之一，這些壁畫慶祝墨西哥文化，這些作品並透過都會新藝術（Nueve Arte Urbano）藝術組合在愛沙尼亞展出。另外奎雷塔羅美術館（Museo de Arte de Querétaro）曾辦過一個名為「京觀」的展覽，其中展出了多名藝術家繪製的、以骷髏頭為題的作品。

### 在大眾文化中
在查爾斯·斯特羅斯的小說《清洗部檔案》（Laundry Files）中，英國新首相將一座京觀加到了大理石拱門中。

## 相關書目
- Brandes, Stanley. . Hoboken: John Wiley & Sons. 2009. ISBN 9781405178709.
- Campbell, Joseph. . New York: Doubleday. 1988. ISBN 978-0385418867.
- Coe, Michael D.; Koontz, Rex. . New York: Thames and Hudson. 2008. ISBN 978-0-500-28755-2.
- Coe, Michael D. . New York: Thames and Hudson. 2011. ISBN 978-0-500-28902-0.
- Diaz del Castillo, Bernal.  [The Conquest of New Spain]. 由J. M. Cohen翻译. New York: Penguin Group. 1963. ISBN 978-0140441239.
- Flannery, Kent V.; Marcus, Joyce. . PNAS. July 2003, 100 (20): 11801–11805. Bibcode:2003PNAS..10011801F. PMC 208841 . PMID 14500785. doi:10.1073/pnas.1934526100 .
- Harner, Michael. . American Ethnologist. February 1977, 4 (1): 117–135. JSTOR 643526. doi:10.1525/ae.1977.4.1.02a00070 .
- Levy, Buddy. . New York: Random House LLC. 2009. ISBN 9780553384710.
- Mendoza, Ruben G. . Chacon, Richard J.; Dye, David H.  (编). . Interdisciplinary Contributions to Archaeology. New York: Springer Press. 2007: 400–443. ISBN 978-0-387-48300-9. doi:10.1007/978-0-387-48303-0_16.
- Miller, Mary; Taube, Karl. . London: Thames and Hudson. 1993. ISBN 978-0-500-05068-2.
- Nelson, Ben A.; Darling, J. Andrew; Kice, David A. . Latin American Antiquity. December 1992, 3 (4): 298–315. JSTOR 971951. S2CID 163819183. doi:10.2307/971951.
- Ortíz de Montellano, Bernard R. . American Anthropologist. 1983, 85 (2): 403–406. doi:10.1525/aa.1983.85.2.02a00130.
- Palka, Joel W. . Lanham: Scarecrow Press. 2007. ISBN 978-0810837157.
- Spencer, C. S. . New York: Academic Press. 1982. ISBN 978-0-12-656680-2.